# Lohberg (Bayern)
Lohberg este o comună aflată în districtul Cham, landul Bavaria, Germania.